# 馬野都留子
馬野 都留子（まの つるこ、1909年〈明治42年〉3月11日 - 没年不詳）は日本の元女優、婦人運動家である。本名は馬野 つる（まの つる）。ムーランルージュ新宿座などを経て映画界に転向、戦中・戦後にかけて東宝映画、東宝の作品に多数出演した名脇役である。夫は放送作家の佐賀憲。特技はなぎなた。

## 来歴・人物
1909年（明治42年）3月11日、東京府東京市（現在の東京都）に生まれる。
常磐松実践女学校（現在の実践女子学園中学校・高等学校）を卒業後、女優を志し、1932年（昭和7年）に友田恭助、田村秋子らによって組織された築地座に加入、初舞台を踏む。1936年（昭和11年）、解散してムーランルージュ新宿座に加入し、三枚目として軽演劇の舞台に脇役出演する。1939年（昭和14年）1月、同座を脱退し、宝塚中劇場にて宝塚シヨウの旗揚げに参加したが、ほどなくして東宝映画に入社。同年8月31日に公開された並木鏡太郎監督映画『唄へ河風』で同じく元座員の有馬是馬、森野鍛冶哉、澤村い紀雄、藤尾純、望月惠美子、北川美枝子らと共演し、映画デビューを果たす。以後、高峰秀子扮するおこまの母親役を演じた1941年（昭和16年）9月17日公開の成瀬巳喜男監督映画『秀子の車掌さん』などに出演し、映画女優として活躍する傍ら、実母の遺業であるタバコ屋を兼業する形をとった。
1943年（昭和18年）以降、第二次世界大戦の戦局悪化により、出演記録が一時途絶えるが、終戦後の1947年（昭和22年）1月14日に公開された斎藤寅次郎監督映画『婿入り豪華船』から再び映画に出演。以後も東宝の専属俳優として、1954年（昭和29年）11月3日に公開された本多猪四郎監督映画『ゴジラ』など、多数の作品に脇役・端役出演した。1963年（昭和38年）、新宿区議会議員選挙に立候補したが、あえなく落選。引き続き映画出演を続けていたが、1965年（昭和40年）8月25日に公開された松山善三監督映画『戦場にながれる歌』に出演したのを最後に東宝を退社し、芸能界からも引退した。
引退後は婦人運動家に転向し、全国映画演劇労働組合婦人部長をはじめ、民社党婦人対策委員会委員、日本婦人教室の会（後の日本民主婦人の会）会計委員、同会常任幹事を歴任。町の浄化運動や身体障害者の励ましに尽力し、その功績を讃えて1981年（昭和56年）4月1日、第10回赤松常子賞を受賞した。晩年の馬野の消息は伝えられていない。没年不詳。

## 出演作品

### 東宝映画東京撮影所
特筆以外、全て製作は「東宝映画東京撮影所」、配給は「東宝映画」、全てトーキーである。
- 唄へ河風（1939年、並木鏡太郎監督） - 浪曲の下座[注釈 2]
- 雲月の九段の母（1940年、渡辺邦男監督）
- ロッパの駄々ッ子父ちゃん（1940年、斎藤寅次郎監督） - 乗客
- 蛇姫様（1940年、衣笠貞之助監督） - 五兵衛女房・お光
- 釣鐘草（1940年、石田民三監督） - 女中
- ハモニカ小僧（1940年、斎藤寅次郎監督） - 芸者・花勇の母
- 續 蛇姫様（1940年、衣笠貞之助監督） - お粂
- 姉妹の約束（1940年、山本薩夫監督） - 婆や
- 旅役者（1940年、成瀬巳喜男監督） - 一座の人たち
- 時の花形（1940年、島津保次郎監督）
- なつかしの顔（1941年、成瀬巳喜男監督） - 母[注釈 2]
- 曉の進発（1941年、中川信夫監督） - 新左衛門の妻[注釈 2]
- 馬（1941年、山本嘉次郎監督） - 善蔵さんの女房[注釈 3]
- 女性新装（1941年、千葉泰樹監督） - 婦長[注釈 4]
- エンタツ・アチャコの人生は六十一から（1941年、斎藤寅次郎監督） - 奥さん
- 解決（1941年、滝沢英輔監督） - 婆や
- 上海の月（1941年、成瀬巳喜男監督） - 宿の主婦
- 結婚の生態（1941年、今井正監督）[注釈 4]
- 秀子の車掌さん（1941年、成瀬巳喜男監督） - おこまの母[注釈 4]
- 指導物語（1941年、熊谷久虎監督） - 佐川の母
- 若い先生（1942年、佐藤武監督） - 雑貨屋

### 東宝
特筆以外、全て製作・配給は「東宝」である。
- 婿入り豪華船（1947年、斎藤寅次郎監督） - 倉橋の女房・お増
- 四つの恋の物語（1947年、豊田四郎監督） - 中売り
- 地下街24時間（1947年、楠田清・関川秀雄監督） - 掃除婦
- おスミの持参金（1947年、滝沢英輔監督） - 村の女
- 新馬鹿時代 前篇（1947年、山本嘉次郎監督） - 近所のおかみ
- 新馬鹿時代 后篇（1947年、山本嘉次郎監督） - 近所のおかみ
- 春の目ざめ（1947年、成瀬巳喜男監督） - 女教師A
- わが愛は山の彼方に（1948年、豊田四郎監督） - 老婆
- 女の一生（1949年、亀井文夫監督）[注釈 5]
- 続・青い山脈（1949年、今井正監督） - 岡本先生の妻
- あきれた娘たち（1949年、斎藤寅次郎監督）- 集団お見合いに参加したおばさん[注釈 6]
- 石中先生行状期（1950年、成瀬巳喜男監督）[注釈 6]
- 女の四季（1950年、豊田四郎監督） - 女中A
- 大岡政談 将軍は夜踊る（1950年、丸根賛太郎監督） - 若い後家
- 白い野獣（1950年、成瀬巳喜男監督） - 高田女史[注釈 7]
- 肉体の暴風雨（1950年、佐藤武監督） - 町田さん
- 東京の門（1950年、杉江敏男監督）
- 愛と憎しみの彼方へ（1951年、谷口千吉監督）[注釈 8]
- 若い娘たち（1951年、千葉泰樹監督）
- 伊豆物語（1951年、渡辺邦男監督）
- メスを持つ処女（1951年、小田基義監督） - 寮の小母さん
- 青い真珠（1951年、本多猪四郎監督）
- ホープさん サラリーマン虎の巻（1951年、山本嘉次郎監督）
- 哀愁の夜（1951年、杉江敏男監督）
- 青春会議（1952年、杉江敏男監督）
- 南国の肌（1952年、本多猪四郎監督） - 俊平の妻・みよ[注釈 9]
- 息子の花嫁（1952年、丸山誠治監督）
- 浮雲日記（1952年、マキノ雅弘監督）
- 思春期（1952年、丸山誠治監督） - 父兄
- 激流（1952年、谷口千吉監督）
- 丘は花ざかり（1952年、千葉泰樹監督） - 食堂の女主人
- 港へ来た男（1952年、本多猪四郎監督）
- 春の囁き（1952年、豊田四郎監督）[注釈 10]
- あゝ青春に涙あり（1952年、杉江敏男監督）
- 夫婦（1953年、成瀬巳喜男監督） - 近所の奥さん
- 妻（1953年、成瀬巳喜男監督） - 栄子の母
- 愛情について（1953年、千葉泰樹監督） - つる
- 次郎長三国志 第四部 勢揃い清水港（1953年、マキノ雅弘監督）
- 続・思春期（1953年、本多猪四郎監督） - 善助の母
- 亭主の祭典（1953年、渡辺邦男監督）
- 白魚（1953年、熊谷久虎監督） - 老婆
- 坊っちゃん（1953年、丸山誠治監督）：いか銀女房[注釈 10]
- 女心はひと筋に（1953年、杉江敏男監督）
- 山の音（1954年、成瀬巳喜男監督）- 巡礼の女
- 芸者小夏（1954年、杉江敏男監督）
- 七人の侍（1954年、黒澤明監督） - 村人C
- わたしの凡てを（1954年、市川崑監督）
- 次郎長三国志 第八部 海道一の暴れん坊（1954年、マキノ雅弘監督） - 豚松の母親
- 晩菊（1954年、成瀬巳喜男監督） - 巡礼
- 君死に給うことなかれ（1954年、丸山誠治監督） - 藤森家の婆や
- ゴジラ（1954年、本多猪四郎監督） - 山田くに[9][3]（新吉の母[7]）
- 恋化粧（1955年、本多猪四郎監督）
- 浮雲（1955年、成瀬巳喜男監督） - 荒物屋のおかみ
- おえんさん（1955年、本多猪四郎監督） - おたつ
- むッつり右門捕物帖 鬼面屋敷（1955年、山本嘉次郎監督）
- 赤いカンナの花咲けば（1955年、小田基義監督） - 山田たき[注釈 10]
- 旅路（1955年、稲垣浩監督） - Dの宿の女中
- 青い果実（1955年、青柳信雄監督） - お峰
- 若い樹（1956年、本多猪四郎監督）
- イカサマ紳士録（1956年、田尻繁監督） - アパートの住人
- おとぼけ放射能 続イカサマ紳士録（1956年、田尻繁監督）
- のり平の浮気大学 愉快な家族（1956年、丸林久信監督）
- 現代の欲望（1956年、丸山誠治監督） - 豆腐屋の内儀
- 囚人船（1956年、稲垣浩監督） - 桶屋の妻
- 女囚と共に（1956年、久松静児監督） - 女囚・富士てるよ[注釈 10]
- 嵐（1956年、稲垣浩監督） - お霜婆さん
- 哀愁の街に霧が降る（1956年、日高繁明監督） - 飯場の小母さん
- 空の大怪獣 ラドン（1956年、本多猪四郎監督） - 炭鉱夫の家族・お澄[2][3]
- 忘却の花びら（1957年、杉江敏男監督） - 藤崎家の婆や
- この二人に幸あれ（1957年、本多猪四郎監督）
- 雪国（1957年、豊田四郎監督）
- あらくれ（1957年、成瀬巳喜男監督） - 駄菓子屋のお婆さん
- ひかげの娘（1957年、松林宗恵監督） - 若梅の下働きの婆さん[注釈 10]
- 恐怖の弾痕（1957年、日高繁明監督） - 掃除婦
- 忘却の花びら 完結篇（1957年、杉江敏男監督） - 婆や
- 初恋物語（1957年、丸山誠治監督） - 留守番の婆さん
- 青い山脈 新子の巻（1957年、松林宗恵監督） - 岡本まつ代
- 下町（1957年、千葉泰樹監督） - 隣りのお内儀
- 続・青い山脈 雪子の巻（1957年、松林宗恵監督） - 岡本まつ代
- 負ケラレセン勝マデハ（1958年、豊田四郎監督） - 町の人A[注釈 10]
- 女殺し油地獄（1958年、堀川弘通監督） - 茶屋の婆さん
- 東京の休日（1958年、山本嘉次郎監督）
- 無法松の一生（1958年、稲垣浩監督） - 茶店の女房
- 弥次喜多道中記（1958年、千葉泰樹監督）
- 杏っ子（1958年、成瀬巳喜男監督）- 平山家のお手伝い
- 大番 完結篇（1958年、千葉泰樹監督） - 家政婦
- 駅前旅館（1958年、豊田四郎監督）[注釈 10]
- 裸の大将（1958年、堀川弘通監督） - 精神病院の婦長
- 弥次喜多道中双六（1958年、千葉泰樹監督） - 婆あの女中
- こだまは呼んでいる（1959年、本多猪四郎監督） - 農婦
- 手錠をかけろ（1959年、日高繁明監督）
- 或る剣豪の生涯（1959年、稲垣浩監督） - おすえ
- 男性飼育法（1959年、豊田四郎監督） - 母子寮の女[注釈 10]
- 夜を探がせ（1959年、松林宗恵監督） - くら
- 現代サラリーマン 恋愛武士道（1960年、東宝、松林宗恵監督） - お手伝いの小母さん
- 僕は独身社員（1960年、古澤憲吾監督） - 寮の小母さん
- 電送人間（1960年、福田純監督） - 漁夫の婆さん[2]
- 恐妻党総裁に栄光あれ（1960年、青柳信雄監督）
- 接吻泥棒（1960年、川島雄三監督） - 小使
- 幽霊繁盛記（1960年、佐伯幸三監督） - おかみさんA[注釈 10]
- ふんどし医者（1960年、稲垣浩監督） - 百姓のおかみ
- 新・女大学（1960年、久松静児監督） - シゲ
- 青い夜霧の挑戦状（1961年、古澤憲吾監督） - お茂
- ゲンと不動明王（1961年、稲垣浩監督）
- 野盗風の中を走る（1961年、稲垣浩監督） - 茶店の女房
- サラリーマン権三と助十（1962年、青柳信雄監督）
- 早乙女家の娘たち（1962年、久松静児監督） - 少女の母
- 忠臣蔵 花の巻・雪の巻（1962年、稲垣浩監督） - 年増の女
- クレージー作戦 先手必勝（1963年、久松静児監督） - 大福ふく子
- 秘剣（1963年、稲垣浩監督） - 勢以の乳母
- ああ爆弾（1964年、岡本喜八監督） - 小使いのおばさん
- 天才詐欺師物語 狸の花道（1964年、山本嘉次郎監督） - 緑の小母さん
- 花のお江戸の無責任（1964年、山本嘉次郎監督）
- 戦場にながれる歌（1965年、松山善三監督）

### テレビ映画
- 花のビデオ（日本テレビ系列）
  - 第6回『なおらぬ仮病』（1953年10月24日放映）